# Карналин
Карнали́н (бел. Карналі́н) — деревня в Долголесском сельсовете Гомельского района Гомельской области Республики Беларусь.

## География
Расположена в 20 км на юго-запад от Гомеля. Со всех сторон окружена лесом.

### Гидрография
На юге мелиоративные каналы, соединённые с рекой Днепр.

## Транспортная сеть
Транспортные связи по автомобильной дороге Нагорное — Долголесье — Мирный, которая в последнем пункте соединяется с дорогой Рудня-Каменева — М10 (дорога Кобрин-Гомель-Селище). Планировка состоит из прямолинейной улицы, ориентированной с юго-востока на северо-запад к которой на юге присоединяется почти такой же ориентации короткая улица. Застройка двусторонняя, деревянная, усадебного типа.

## История
По письменным источникам известна с конца XIX века. Согласно переписи 1897 года фольварк в Дятловичской волости Гомельского уезда Могилёвской губернии. В 1922—1926 годах — в Долголесском сельсовете. В 1926 году работали отделение связи, начальная школа, ветеринарный и медицинский пункты, лавка. С 8 декабря 1926 года по 1939 год в Карналинском сельсовете Дятловичского, с 4 августа 1927 года Гомельского районов Гомельского округа (до 26 июля 1930 года), с 20 февраля 1938 года Гомельской области. В 1930 году организован колхоз «Пионер», работала кузница. Во время Великой Отечественной войны в сентябре 1943 года немецкие оккупанты сожгли 41 двор. 15 жителей погибли на фронте. В 1959 году в составе совхоза «Мирный» (центр — деревня Михальки).

## Население
- 1897 год — 1 двор, 7 жителей (согласно переписи).
- 1926 год — 392 жителя.
- 1940 год — 48 дворов.
- 1959 год — 188 жителей (согласно переписи).
- 2004 год — 47 хозяйств, 72 жителя.